# Moyon
Moyon är en kommun i departementet Manche i regionen Normandie i norra Frankrike. Kommunen ligger i kantonen Tessy-sur-Vire som tillhör arrondissementet Saint-Lô. År 2018 hade Moyon 1 094 invånare.

## Befolkningsutveckling
Antalet invånare i kommunen Moyon
| Referens: INSEE |